# Kraljevi mavretanski mavzolej
Kraljevi mavretanski mavzolej je nagrobni spomenik ob cesti med Cherchelom in Alžirom v provinci Tipaza v Alžiriji.
Mavzolej je grobnica, v kateri sta bila domnevno pokopana numidijski berberski kralj Juba II. (sin Juba I. Numidijskega) in kraljica Kleopatra Selene II., vladarja Numidije in Cezarejske Mavretanije (Mauretania Caesariensis). Vendar njihovih človeških ostankov ni več na mestu.

## Zgodovina
Grobnica je včasih znana kot mavzolej Juba II. in Kleopatre Selene. V francoščini se imenuje Tombeau de la Chrétienne ('grobnica kristjanke'), ker je na lažnih vratih krščanski križ v obliki ločilnih črt. V arabščini se mavzolej imenuje Kubr-er-Rumia ali Kbor er Roumia, kar pomeni 'grobnica kristjanke', saj je bil Rûm v arabščini vzet kot Vzhodno rimsko cesarstvo, v severni Afriki pa je rumi prevzel pomen 'kristjan'. Morda je šlo za deformacijo punskega izraza za 'kraljevo grobnico'.

### Kraljeva družina Mavretanije
Mavzolej sta leta 3 pred našim štetjem zgradila zadnji numidijski kralj in pozneje mavretanski kralj Caesariensis, Juba II. (sin Juba I. Numidijskega) in njegova žena Kleopatra Selene II. Bila je grška ptolemajska princesa, hči egipčanske kraljice Kleopatre VII. in rimskega triumvirja Marka Antonija. S poroko z Jubo II. je postala zadnja kraljica Numidije in kasneje kraljica Mavretanije Caesariensis.
Mavzolej je verjetno kraljeva grobnica, ki jo je rimski geograf iz 1. stoletja Pomponij Mela (1.31) opisal kot monumentum commune regiae gentis (skupni mavzolej kraljeve družine). Če je geografov opis mavzoleja pravilen, potem stavba ni bila namenjena le Jubi in Kleopatri, ampak je bila predvidena kot dinastični nagrobni spomenik za njune kraljeve potomce.
Mavretanski grob je podoben Avgustovemu mavzoleju, ki ga je postavil prvi rimski cesar Avgust v starem Rimu. Avgust je začel graditi svoj mavzolej med letoma 29 pr. n. št. in 27 pr. n. št., nekaj časa preden je Juba II. zapustil Rim in se vrnil v Numidijo.

### Gradnja
Kraljevi mavretanski mavzolej je običajna vrsta starodavnih mavzolejev, najdenih v Numidiji. Zgrajen je na hribu približno 250 metrov nad morsko gladino. Spomenik je v celoti zgrajen iz kamna, njegova glavna zgradba pa je krožne oblike s kvadratno osnovo, na vrhu pa je stožec ali piramida. Kvadratna osnova meri 60 do 60,9 kvadratnih metrov. Višina spomenika je bila prvotno približno 40 metrov. Zaradi poškodb, ki  jih je mavzolej utrpel zaradi naravnih elementov in vandalizma, spomenik zdaj meri 30-32,4 metra v višino.
Podnožje spomenika je bilo okrašeno s 60 jonskimi stebri, katerih kapiteli so bili odstranjeni, morda ukradeni. V notranjosti ima središče mavzoleja dve obokani komori, ločeni s kratkim prehodom, povezanim z galerijo zunaj s kamnitimi vrati, ki jih je mogoče premikati gor in dol z vzvodi. Prehod, ki vodi do dvoran, je dolg približno 12,7 m. Ena komora meri 43,2 m v dolžino in 3,3 m v širino in je 3,3 m visoka, medtem ko je druga manjša.

### Pod Osmani in Francozi
V 16. stoletju so nekateri Španci verjeli, da je mavzolej grobnica Florinde la Cave, legendarne Španke, katere posilstvo je vodilo do islamske osvojitve Iberije. Razloženo je bilo kot zamenjava Qabr Arrumiyya ('krščanska grobnica', lokalno qbér érromiya) in qàhba romiya ('krščanska vlačuga').
Leta 1555 je alžirski paša Salah Rais ukazal podreti mavzolej. Ko so velike črne ose prišle ven in do smrti pičile nekatere delavce, so poskus opustili. Ob koncu 18. stoletja je Baba Mahomed zaman poskušal spomenik uničiti z topništvom. Kasneje, ko so Francozi zasedli Alžirijo, je spomenik uporabila francoska mornarica za vajo streljanja.

## Prepoznavanje in ohranjanje mavzoleja
Človeških ostankov Jube II. in Kleopatre Selene na mestu niso našli. To je morda posledica ropa groba, ki se je zgodil ob negotovem času (morda kmalu po izgradnji mavzoleja). Možno je tudi, da je bila struktura preprosto mišljena kot spomenik in ne kot dejanski kraj pokopa.
Kraljevi mavretanski mavzolej je del edinstvenega arheološkega najdišča ob cesti od Cherchel do Tipase. Na tem arheološkem najdišču so različni spomeniki in infrastruktura, ki so preživeli iz feničanskega (glej tudi Narodni muzej Kartagine), rimskega, zgodnjega krščanskega in bizantinskega obdobja. Ta skupina ruševin, ki je ob Sredozemskem morju, je bila leta 1982 priznana in vpisana na Unescov seznam svetovne dediščine.
Čeprav so ti arheološki ostanki, vključno s kraljevim mavzolejem, zaščiteni, se ruševine, ki so med Cherchellom in Tipaso, soočajo s stalnimi grožnjami zaradi nenehne urbane gradnje in širitve, odprtih odtokov odplak, slabega vzdrževanja in nenehnega vandalizma. Zaradi teh nenehnih težav se tem arheološkim ostankom obeta negotova prihodnost.
Lokalnim oblastem je spodletelo in so imele težave pri izvajanju »Trajnega načrta varovanja in predstavitve« iz leta 1992, učinkovitega programa upravljanja pri ohranjanju teh ruševin. Leta 2001 je območje svetovne dediščine zagotovilo nujno pomoč za to arheološko najdišče. Leta 2002 so strokovnjaki Unesca obiskali kraj in poročali o stanju ruševin; arheološko najdišče je bilo uvrščeno na seznam ogroženih območij svetovne dediščine.